# Национальный университет Тукумана

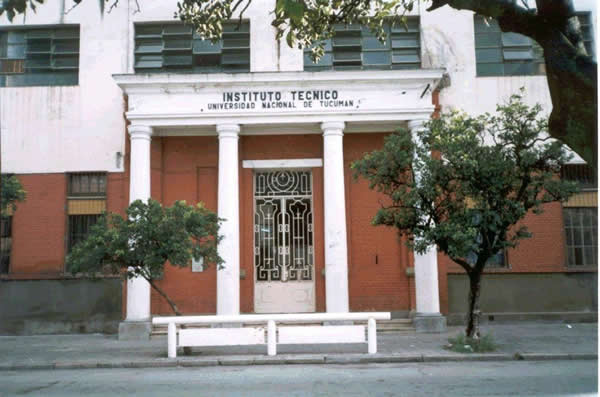
Технический институт

Национальный университет Тукумана (исп. Universidad Nacional de Tucumán, UNT) — высшее учебное заведение Аргентины, расположенное в г. Сан-Мигель-де-Тукуман. Один из самых престижных университетов страны. Крупнейший общественный федеральный университет в Северо-Западном регионе Аргентины.
В соответствии с внутренними правилами, все решения принимаются Советом университета. Осуществляет деятельность в области науки, техники, гуманитарных наук и искусства. Обучение в Национальном университете Тукумана — бесплатное.

## История
Является четвёртым древнейшим университетом Аргентины. Основан 25 мая 1914 года.

## Структура
В составе университета 13 факультетов, несколько колледжей (институтов) и школ, 3 музея. В университете Тукумана обучается 65 535 студента (по состоянию на 2010 г.).

## Факультеты
- Агрономии и зоотехники
- Архитектуры и градостроительства
- Искусствоведческий
- Биохимии, химии и фармации
- Экономический
- Точных наук и технологий
- Естественных наук
- Права и социальных наук
- Физического воспитания
- Философии и литературы
- Медицинский
- Стоматологический
- Психологии.

## Колледжи (институты)
- Сельскохозяйственный институт
- Институт Изящных искусств
- Колледж и профессиональный лицей Сармьенто
- Институт совершенствования музыки
- Спортивный колледж
- Школа кино и телевидения
- Лицей начального, среднего и профессионально-технического образования
- Технический колледж (техникум)
- Технический институт Агиларес

## Музеи
- Институт и Музей археологии
- Музей Национального университета Тукумана
- Музей естествознания Мигеля Лилло

## Персоналии
В университете учились и преподавали:
- архитектор Сесар Пелли
- президент Гватемалы Хуан Хосе Аревало
- Зингер, Рольф, ботаник
- Лильо, Мигель, химик и биолог
- Слоймер, Герман Отто, ботаник

- - доктора Honoris Causa университета:
- Альфонсин, Рауль, президент Аргентины
- Биой Касарес, Адольфо, писатель
- Борхес, Хорхе Луис, писатель, поэт
- Лелуар, Луис Федерико, врач и биохимик, первый испаноговорящий лауреат Нобелевской премии по химии
- Мариас, Хулиан, философ, историк
- Мильштейн, Сесар, лауреат Нобелевской премии по физиологии и медицине 1984 года
- Очоа, Северо, биохимик, лауреат Нобелевской премии по физиологии и медицине 1959 года
- Пригожин, Илья Романович, лауреат Нобелевской премии по химии 1977 года
- Сабато, Эрнесто, писатель
- Абдус Салам, лауреат Нобелевской премии по физике за 1979 год
- Соса, Мерседес, певица
- Элой Мартинес, Томас, писатель
- Фавалоро, Рене, врач